# Oenanthe xanthoprymna
La collalba persa (Oenanthe xanthoprymna) es una especie de ave paseriforme de la familia Muscicapidae propia de Oriente Próximo y el noreste de África.

## Distribución
Se reproduce en Oriente Próximo, en el este de Turquía, el norte de Irak, el oeste de Irán. Se desplaza hacia el sur en invierno, a la península arábiga, y las regiones costeras africanas del mar Rojo: distribuido por Egipto, Sudán, Eritrea y el noreste de Somalia.